# Pedioplanis undata
Pedioplanis undata — вид ящірок родини ящіркових (Lacertidae). Ендемік Намібії.

## Опис
Pedioplanis undata — невелика, струнка ящірка, довжина якої (без врахування хвоста) становить 45-50 мм. Хвіст дуже довгий, майже втричі довший за решту тіла. На нижній повіці є «віконце», що складається з 2-4 великих напівпрозорих лусок.

## Поширення і екологія
Pedioplanis undata мешкають на північному заході і в центрі Намібії. Вони живуть в сухих саванах, віддають перевагу піщаним місцевостям. Зустрічаються на висоті від 100 до 1500 м над рівнем моря. Вдень ящірки шукають їжу на землі і ховаються під камінням, біля підніжжя чагарників або в норах. Відкладають яйця. Ящірки одразу після вилуплення мають довжину 5,5-7,5 см (враховуючи хвіст).